# 长城航空 (宁波)

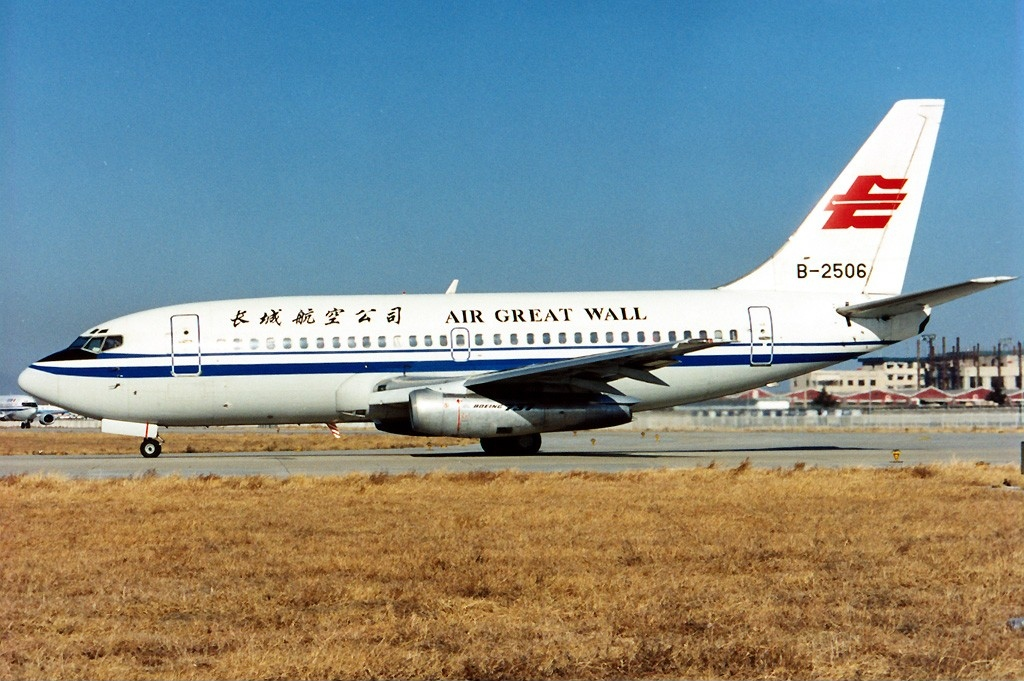
长城航空的波音737-2T4在北京首都国际机场（1995年）

长城航空公司（简称：长城航空）是一家于1992年至2001年间存在于中国的航空公司。该公司以宁波栎社国际机场为基地空港，是现在的中国东方航空浙江分公司的前身。

## 沿革[1]
位于四川广汉的中国民航飞行学院1992年5月18日向民航局申请开办航空公司。同年6月26日，民航局批复同意民航飞院筹办长城航空公司，飞机暂放于彼时仍由四川省辖的重庆江北机场，并于1992年7月21日颁发经营许可证，1992年9月12日开航:23。长城航空此后相继开通了连接中国国内主要城市的10余条航线。
长城航空最初的机队为两架1992年租赁的图-154:84，1995年从中国国际航空购入三架二手波音737-200:87。
1997年3月，经民航飞院与民航华东管理局和宁波市领导的商议，长城航空将总部迁至宁波，同时将宁波栎社国际机场作为基地空港:23。1998年长城航空完成的运输指标为3.313万吨/公里，客运量30,9万人次，货运量5,552吨。
2001年5月24日，民航飞院与中国东方航空签订转让长城航空公司的协议:24，长城航空于2001年6月被东航整体收购，并在此基础上成立了东航宁波分公司，负责浙江地区的业务，即为现在东航浙江公司的前身。

## 同名公司
- 2005年在上海成立的一家主营货运的航空公司，亦被命名为長城航空，但两家航空公司之间并无关联。